# Farinera Serdà
La Farinera Serdà és una obra de Ripoll protegida com a Bé Cultural d'Interès Local.

## Descripció
Conjunt de quatre arcades de punt rodó amb brancals i mènsula de pedra picada. El que és pròpiament l'arc està arrebossat. Interiorment cada arcada té sobre la porta a mode de llinda, una peça de ferro treballada. Entre els arcs hi ha una peça de ferro que correspon a un tirant o biga dels baixos.